# Donald Manzullo
Donald A. "Don" Manzullo, né le 24 mars 1944 à Rockford, est un homme politique américain, membre du parti républicain. Il représente le seizième district de l'Illinois à la chambre des représentants des États-Unis de 1993 à 2013. Candidat à un nouveau mandat en 2012, il est battu lors de l'investiture républicaine par le représentant Adam Kinzinger. 